# Массіола
Массіола (італ. Massiola, п'єм. Maciòla) — муніципалітет в Італії, у регіоні П'ємонт,  провінція Вербано-Кузіо-Оссола.
Массіола розташована на відстані близько 570 км на північний захід від Рима, 115 км на північний схід від Турина, 17 км на захід від Вербанії.
Населення — 129 осіб (2014).
Щорічний фестиваль відбувається 15 серпня. Покровителька — Богородиця Небовзята.

## Демографія
Населення за роками:

Станом на 1 січня 2023 року в муніципалітеті іноземці офіційно не проживали.

## Сусідні муніципалітети
- Анцола-д'Оссола
- Вальстрона